# 佐藤孝之
佐藤 孝之（さとう たかゆき、1954年2月23日 - ）は、日本の歴史学者、東京大学名誉教授。神奈川大学日本常民文化研究所客員研究員。日本近世史専攻。

## 来歴
群馬県生まれ。1976年國學院大學文学部史学科卒業。81年同大学院文学研究科博士課程満期退学。94年「近世前期の幕領支配と村落」で國學院大学より博士（文学）の学位を取得。1984年東京大学史料編纂所助手、95年助教授、2001年教授。2019年定年退職、名誉教授。

## 著書
- 『近世前期の幕領支配と村落』巌南堂書店、1993
- 『駆込寺と村社会』吉川弘文館、2006 ISBN 9784642079563
- 『近世山村地域史の研究』吉川弘文館、2013 ISBN 9784642034548
- 『近世駆込寺と紛争解決』吉川弘文館、2019 ISBN 9784642034944
- 『近世山村地域史の展開』吉川弘文館、2024 ISBN 	9784642043588

### 共編著
- 『古文書字叢』根岸茂夫、安池尋幸共編 柏書房、1990
- 『古文書用語大辞典』林英夫監修 天野清文共著 新人物往来社、2006
- 『よくわかる古文書教室 江戸の暮らしとなりわい』監修 実松幸男、宮原一郎共著 天野出版工房、発売吉川弘文館2008　ISBN 9784642079945
- 『近世の環境と開発』根岸茂夫、大友一雄、末岡照啓共編 思文閣出版、2010
- 『古文書の語る地方史』編 天野出版工房、発売　吉川弘文館　2010　ISBN 9784642080439
- 『近世古文書用語辞典』 天野清文共著 、吉川弘文館、2024　ISBN 9784642014847
- 『近世史を学ぶための古文書「候文」入門』監修、宮原一郎、天野清文共著、天野出版工房、発売　吉川弘文館　2023　ISBN 9784642084338

## 参考
- 佐藤孝之『近世山村地域史の研究』吉川弘文館、2013年。ISBN 978-4-642-03454-8。
- 『現代日本人名録』2002年